# زنگله
زنگله (به ترکی آذربایجانی: Zəngələ) یک منطقهٔ مسکونی در جمهوری آذربایجان است که در شهرستان یاردیملی واقع شده‌است.